# Palais Maccarani Stati
Le Palazzo Maccarani Stati est situé à Rome sur la Piazza San Eustachio. 

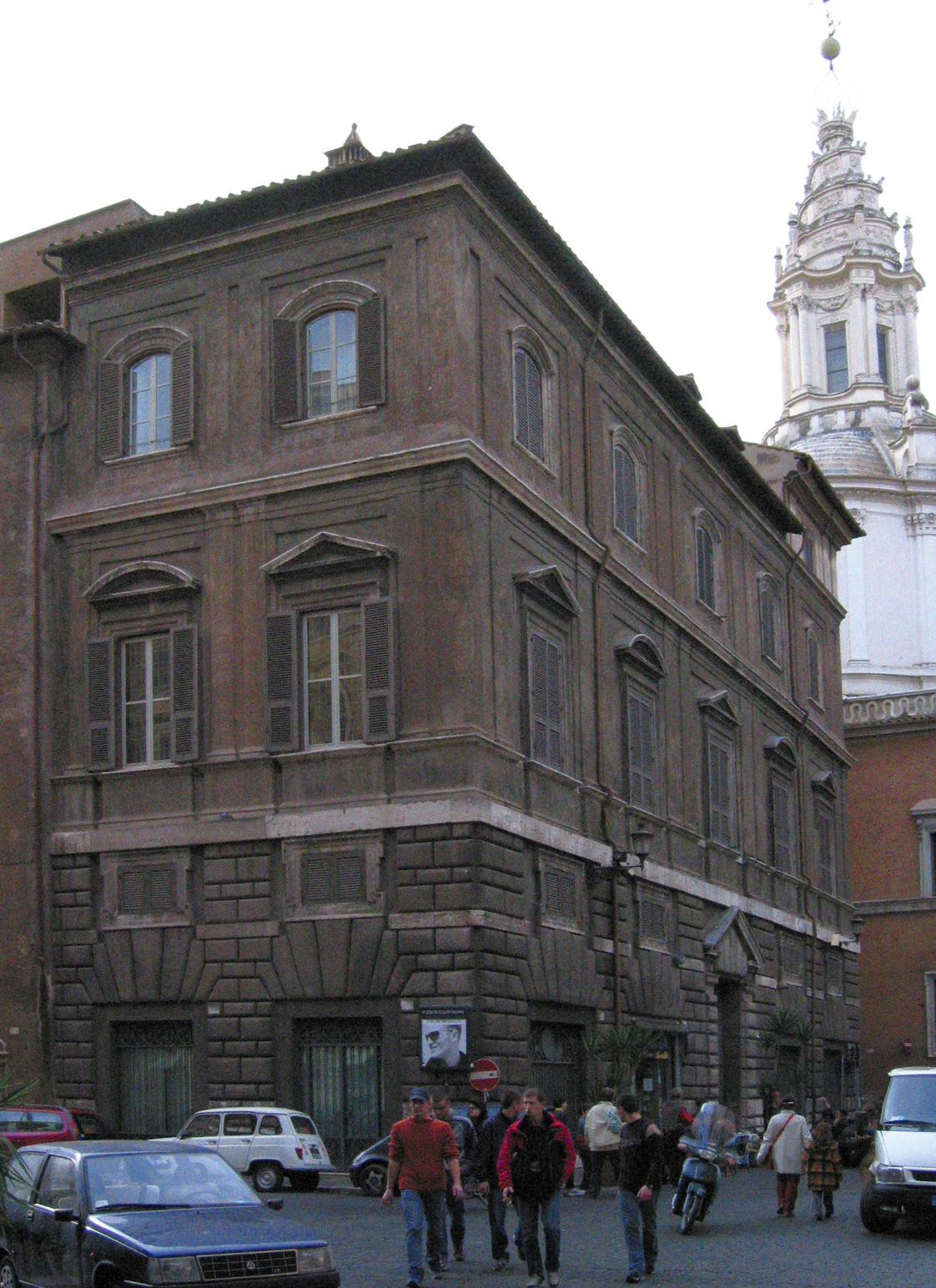
Palazzo Maccarani du vu nord-est

## Histoire
Selon ce que Giorgio Vasari prétend dans ses Vies, en 1521, le conservateur de Rome, Cristoforo Stati (1498-1550), appartenant à l'ancienne lignée romaine des États de Tomarozzi, avec l'argent de la dot de son épouse Faustina Cenci, a confié la rénovation de certaines propriétés familiales sur l'actuelle Piazza San Eustachio à son ami architecte et peintre Giulio Pippi, appelé Giulio Romano. Ce dernier s'est inspiré de la structure, quoique simplifiée, du Palazzo Caprini de Bramante. Achevé en quelques années, entre 1519 et 1524, le palais (anciennement Palazzo Stati Cenci, aujourd'hui Palazzo Maccarani Stati ou même seulement Palazzo Maccarani) est l'une des rares œuvres romaines de l'artiste. 

## Décoration
Le Palais a été restauré pour la première fois en 1972 puis en 2001 : à la suite de cela, de nombreuses décorations picturales sont apparues, probablement juste après sa construction. Celles-ci remontent à la période comprise entre 1543, lorsque le deuxième mariage de Cristoforo Stati avec Quintilia Peruzzi Albertoni a eu lieu, et 1551, l'année du décès du commanditaire. 
Selon l'historienne de l'art Giuseppina Magnanimi, le complexe pictural devrait être attribué à Perin del Vaga et à son atelier. En 1999, l'historien De Jong a déclaré que le client était Cesare Stati, fils de Cristoforo: dans ce cas, les fresques ne peuvent pas être de Perin del Vaga, mort en 1547, mais de Prospero Fontana et Luzio Romano. Cette théorie peut être intégrée à l'hypothèse Magnanimi, qui soutenait qu'en plus du programme général, seuls quelques nus et quelques grotesques pouvaient être attribués à Perino, tandis que pour la plupart des décorations, les noms de Luzio Romano et Prospero Fontana étaient avancés. 
Dans le salon de l'étage noble, le long des murs, il y a une frise encadrée de chérubins et de festons appelée Frise des délices amoureux des dieux. Ils sont des représentations de divers épisodes des  Métamorphoses et des Fastes d'Ovide : Mercure et Aglaure, les filles de Cécrops recherchant Aglaure, Hercule et Omphale, Minerve et Arachné, Vénus et Psyché, le concours entre les Piérides et les Muses, Jupiter et Danaé, Mars et Vénus.

## Changement de propriétaire
Le bâtiment a changé de propriétaire à de nombreuses reprises ,. Son nom est dû à ses anciens propriétaires, les Maccarani et Stati, mais il est connu aussi sous le nom de palais Cenci, du nom de la famille qui l'a possédé au XVIe siècle.    
En 1972 le bâtiment est passé à l'État, en raison de sa proximité avec le Sénat Italien. Le palais est relié au Palais Madame par un passage souterrain pour piétons, pendant la construction duquel une partie des anciens thermes de Néron a été trouvée, qui a été laissée sur place. Actuellement au Palazzo Cenci il y a des bureaux de sénateurs, des services et des bureaux administratifs. 

## Curiosité
Pendant une courte période, ce fut la résidence de Giacomo della Chiesa, futur pape Benoît XV.